# 丁向阳
丁向阳（1959年9月—），辽宁凌海人，中华人民共和国官员，曾任国务院副秘书长，中共十九大代表丶第十三届全国政协委员。
丁向阳毕业于阜新矿业学院（今辽宁工程技术大学）采矿专业。毕业后，他进入煤炭部规划设计总院工作。曾任国家能源部党组秘书，国家煤炭部人事司综合处副处长，国家经贸委研究室综合处正处级干部、办公厅正处级秘书兼办公厅副主任，国务院办公厅副局级秘书、正局级秘书，北京市政府副秘书长(挂职)，北京市发展计划委员会主任、党组书记，北京市发展改革委员会主任、党组书记，北京市副市长，市发展和改革委员会主任、党组书记。2013年3月任国务院副秘书长。2018年1月，当选第十三届全国政协委员。2021年4月，正式卸任。